# Phtheochroa kenneli
Phtheochroa kenneli es una especie de polilla de la familia Tortricidae. Se encuentra en el sur de Ucrania, el sudeste de Urales, el Cáucaso, el Cercano Oriente e Irán.
La envergadura es de 16–17 mm. Se han registrado vuelos en adultos de julio a octubre.